# Édouard de Lannoy
Pour les articles homonymes, voir Lannoy (homonymie).
Pour les autres membres de la famille, voir Maison de Lannoy.
Édouard de Lannoy, également connu sous les noms d'Eduard von Lannoy, Heinrich Eduard Josef Freiherr Von Lannoy et Heinrich Eduard Josef Baron von Lannoy, né le 3 décembre 1787 à Bruxelles et mort le 28 mars 1853 à Vienne, est un compositeur flamand de musique romantique qui fut surtout actif à Vienne, capitale de l'empire d'Autriche.

## Biographie
Édouard de Lannoy naît le 3 décembre 1787 à Bruxelles dans les Pays-Bas autrichiens, fils du conseiller d'État impérial Peter Joseph Albert de Lannoy (1733-1825),,.
Il suit sa famille en Autriche et s'installe avec elle à Graz en Styrie où il fréquente les classes normales et secondaires de 1796 à 1801,,,,.
En 1801, Édouard de Lannoy revient à Bruxelles, y fréquente l'École centrale et le Lycée, puis il se rend à Paris, où il étudie les langues, la philosophie, la jurisprudence, les mathématiques et la musique : il s'intéresse à la théorie de la composition ainsi qu'à l'apprentissage de divers instruments,,,,.
En 1806, il retourne en Styrie, où il poursuit ses études à Graz jusqu'en 1809, puis il passe plusieurs années dans le château de Wildhaus, la propriété que son père avait achetée en Basse-Styrie près de Marbourg (Marburg, aujourd'hui Maribor en Slovénie),,.
À partir de 1813, Lannoy vit alternativement à Vienne et en Styrie,,.
À partir de 1818, il vit chaque année pendant la saison des concerts à Vienne, où il se lie d'amitié avec Ludwig van Beethoven et rencontre les musiciens les plus importants de son temps. Lannoy entretenait également de solides amitiés avec des musiciens tels que Franz Liszt, Gaetano Donizetti, Franz Lachner, Václav Jan Tomášek et Ignaz Moscheles ainsi que son collègue clarinettiste, le comte Ferdinando Troyer, dédicataire de l'octuor en fa majeur, D. 803 de Franz Schubert,.
En 1830, Édouard de Lannoy devient directeur du Conservatoire de Vienne et organisateur des « Concerts spirituels » de la ville,,,.
Le 24 janvier 1847, pendant un voyage qu'il fait en Belgique, Lannoy est nommé chevalier de l'ordre de Léopold,,.
Après 1848, Édouard de Lannoy vit la plupart du temps dans la propriété de campagne de sa famille, le château de Wildhaus en Basse-Styrie (aujourd'hui la Slovénie).
Lannoy meurt le 28 mars 1853 à Vienne,,,.

## Œuvre
Lannoy était un professeur de musique à succès et un compositeur doué, qui composait dans un grand nombre d'idiomes et genres, y compris l'opéra.
Dans l'ensemble, l'œuvre musicale de Lannoy est moins influencée par Beethoven que par Rossini et Weber.
Cependant, ce sont ses œuvres de musique de chambre pour clarinette, en particulier son remarquable trio avec clarinette en si bémol majeur, op. 15, qui ont permis de conserver la mémoire de son nom.

## Enregistrements
- Clarinet Trios, œuvres de Beethoven, Lannoy et Rodolphe d'Autriche par Dieter Klöcker (clarinette), Guido Schiefen (violoncelle) et Olaf Dressler (piano) (cpo 777 224-2, 2008)[10]

- Kamermuziek voor blazers - Chamber Music For Wind Instruments, œuvres de Beethoven, Lannoy et Francis Poulenc par l'ensemble Quintessens, dir. Jan Michiels (label Eufoda, 1992)[11]